# Капитолски музеји
Капитолски музеји (итал. Musei Capitolini) су заједничко име јединственог италијанског музеја. Музеј се налази у Риму и смештен је у три зграде на Тргу Кампидољо, на врху брда Капитола. Зграде су Палата Сената (итал. Palazzo Senatorio), Палата конзерватора (итал. Palazzo dei Conservatori) и Палацо нуово (итал. Palazzo Nuovo). Пројекат овог трапезоидног трга начинио је Микеланђело Буонароти 1536. Он је реализован у наредних више од 400 година. У средини трга налази се реплика коњичке статуе цара Марка Аурелија, док је оригинал смештен у музеју. 
Музеј је основан 1471. За јавност га је 1734. отворио папа Климент XII. По томе је он први музеј у свету где је приступ уметничким делима постао јаван, а не приватан.. Данас се говори о „музејима”, јер је првобитна колекција скулптура у 18. веку допуњена колекцијом слика. 
Површина музеја за излагање је 12.977 м². Колекције се састоје из античких мермерних и бронзаних статуа, слика, мозаика и натписа, које потичу из Рима и околине. Музеј има и колекцију средњевековне, ренесансне и барокне уметности, као и збирке драгуља, кованог новца и других предмета. 

## Галерија
- Статуа Марка Аурелија на Тргу Кампидољо (копија римског оригинала)
- „Умирући Гал” (I век п.н.е)
- „Капитолска Венера” (II век)
- Портрет цара Константина (IV век)
- „Тигар напада теле” (IV век)
- „Капитолска вучица” (XII век)
- Каравађо: Свети Јован Крститељ (1602)
- Ђан Лоренцо Бернини: Медуза (1630)